# 陳中仁
陳中仁，台灣男子羽球選手。畢業於臺北市立大學競技運動訓練研究所。現今擔任學校體育老師。

## 簡歷
2013年8月，陳中仁與自由球員張雅嵐合作出戰加拿大羽毛球大獎賽混合雙打項目，打進四強 。
2013年8月，陳中仁出戰新加坡羽毛球國際系列賽，並與王齊麟打進男雙決賽；他們最終以（21-12、25-27、21-16）擊敗馬來西亞組合，拿下個人生涯首個國際賽冠軍。同年9月，二人又在波蘭國際賽贏得男雙冠軍。

## 主要比賽成績
| 年份   | 賽事                     | 公開賽級別 | 項目     | 搭檔   | 成績   |
| ------ | ------------------------ | ---------- | -------- | ------ | ------ |
| 2011年 | 馬來西亞羽毛球國際挑戰賽 | 國際挑戰賽 | 男子雙打 | 林彥睿 | 亞軍   |
| 2012年 | 加拿大羽毛球大獎賽       | 大獎賽     | 混合雙打 | 張雅嵐 | 準決賽 |
| 2013年 | 新加坡羽毛球國際系列賽   | 國際系列賽 | 男子雙打 | 王齊麟 | 冠軍   |
| 2013年 | 新加坡羽毛球國際系列賽   | 國際系列賽 | 混合雙打 | 程郁捷 | 準決賽 |
| 2013年 | 波蘭羽毛球國際賽         | 國際挑戰賽 | 男子雙打 | 王齊麟 | 冠軍   |
| 2013年 | 捷克羽毛球國際賽         | 國際挑戰賽 | 男子雙打 | 王齊麟 | 亞軍   |
| 2013年 | 捷克羽毛球國際賽         | 國際挑戰賽 | 混合雙打 | 程琪雅 | 準決賽 |
| 2014年 | 越南羽毛球國際挑戰賽     | 國際挑戰賽 | 男子雙打 | 王齊麟 | 準決賽 |

| 2007-2017年 | 首要超級賽 | 超級賽 | 黃金大獎賽 | 大獎賽 | 國際挑戰賽 | 國際系列賽 | 未來系列賽 | 其他 |

| 2018-2026年 | 總決賽 | 超級1000賽 | 超級750賽 | 超級500賽 | 超級300賽 | 超級100賽 | 國際挑戰賽 | 國際系列賽 | 未來系列賽 | 其他 |